# يان وليامز (لاعب اتحاد الرغبي)
يان وليامز (بالإنجليزية: Ian Williams)‏ هو لاعب اتحاد الرغبي أسترالي، ولد في 23 سبتمبر 1963 في سيدني في أستراليا.

## وصلات خارجية
- يان وليامز عل موقع إسبنسكروم (الإنجليزية)